# María del Rosario Fernández
María del Rosario Fernández, la "Tirana" (Sevilla, 1755-Madrid, 28 de diciembre de 1803), fue una actriz española del siglo XVIII. Francisco de Goya la retrató en dos ocasiones (1792 y 1794).

## Biografía

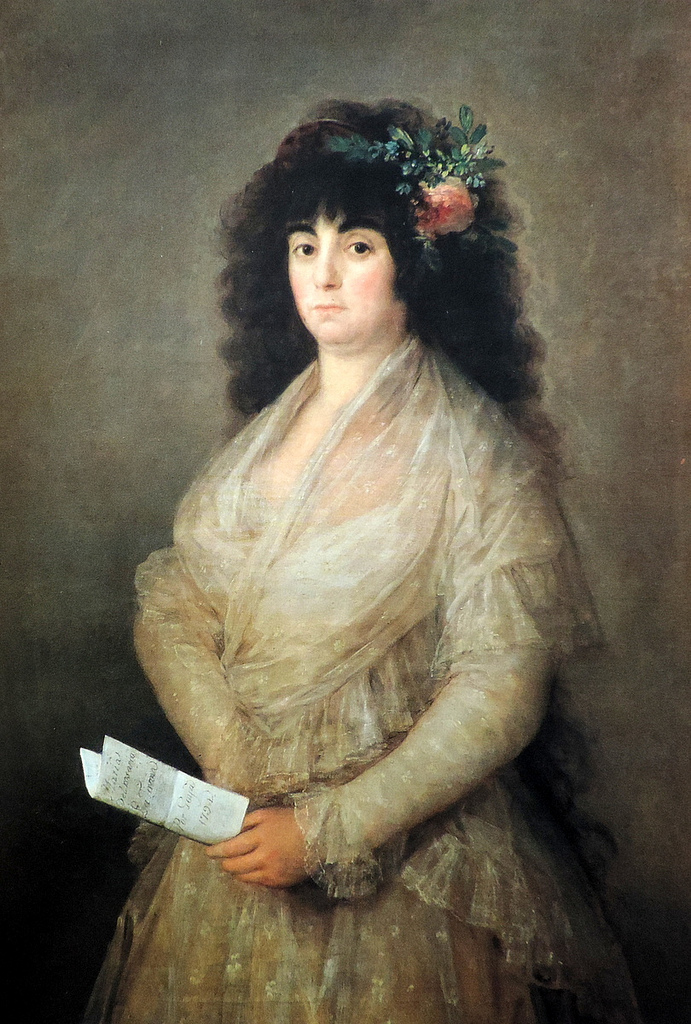
La Tirana (1794), retratada por Goya (Real Academia de Bellas Artes de San Fernando).

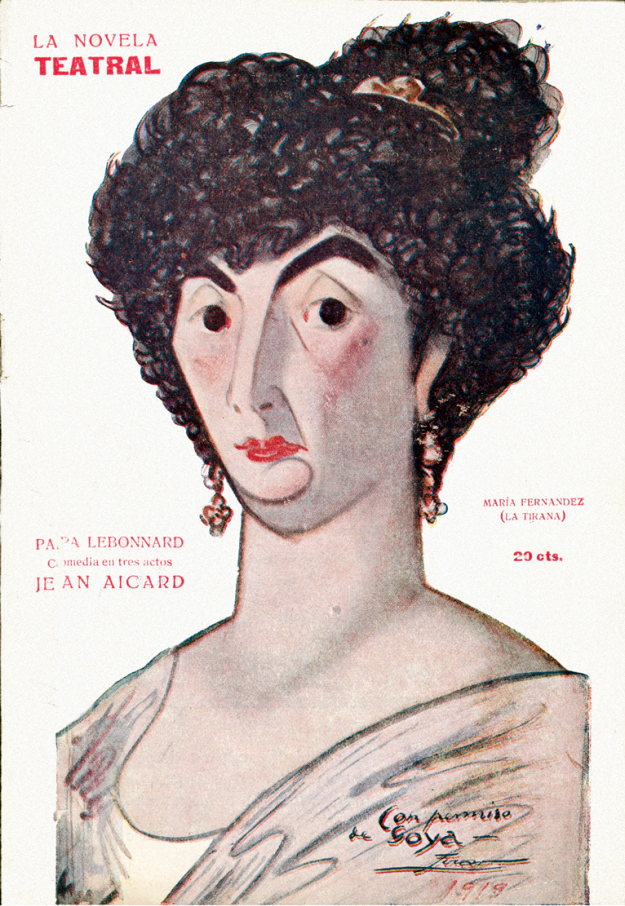
Caricatura de Tovar para La Novela Teatral (1919), inspirada en la pintura de Goya de 1792.

A partir de la minuciosa biografía elaborada por Emilio Cotarelo, se documenta que María del Rosario, hija de Juan Fernández Rebolledo y Antonia Ramos, y que según declaraciones de la propia actriz se formó en la escuela de teatro fundada por Olavide en Sevilla. Se trasladó con dieciocho años a la corte madrileña, para debutar en los Reales Sitios con la Compañía de José Clavijo y Fajardo en 1773.
Se casó con el actor Francisco Castellanos, más conocido como "el Tirano", tomando así su mismo alias. Con él marchó a Barcelona cuando la caída del conde de Aranda y los recortes de Floridablanca en 1777 desmantelaron las compañías de los Sitios Reales. Habiéndose embarcado el matrimonio en la puesta en marcha de un teatro en la Ciudad Condal, en 1780 fue la cómica reclamada por la Junta de teatros de Madrid (que tenía el privilegio de embargar los cómicos de provincias más distinguidos).
Fue actriz de comedia en la compañía de Manuel Martínez, pero se especializó en personajes de tragedias clásicas de gusto francés. A propósito de su estilo declamatorio, fue criticada con sutileza por Leandro Fernández de Moratín que escribió de él:
"...un estilo fantástico, expresivo, rápido y armonioso, con el cual (la Tirana) obligó al auditorio a que muchas veces aplaudiese lo que no es posible entender".
A lo largo de su vida interpretó repertorios de Calderón de la Barca, Francisco Rojas Zorrilla, Comella, Racine, Goldoni y Molière. Al contrario que las actrices tonadilleras en boga, la Tirana no fue nunca 'dama de cantado' sino solo 'de representado'.
Se jubiló como primera dama de los teatros de la Corte en 1794, por una enfermedad del pecho contraída el año anterior. Posteriormente se le otorgó la plaza de "cobradora de lunetas" en el Teatro del Príncipe. Murió en su casa de la calle del Amor de Dios, en Madrid, el día de Inocentes de 1803, a los cuarenta y ocho años de edad. Había tenido cuatro hijos, todos ellos fallecidos cuando ella murió.

## Homenajes
Ya en el siglo XX, la Tirana —como personaje folclórico— fue llevada al cine por el director Juan de Orduña en 1958, con Paquita Rico en el papel protagonista (para la ocasión, convertida en seductora tonadillera); y en 1982, Domingo Miras, hizo una pieza teatral inspirada en los últimos momentos de la vida de la actriz.